# شیمی سطح
شیمی سطح (به انگلیسی: Surface chemistry) شاخه‌ای از علم شیمی است که به مطالعه واکنش‌هایی می‌پردازد که در آن واکنش دهنده‌ها ابتدا روی یک سطح جذب می‌شوند که این سطح به عنوان کاتالیزور برای واکنش عمل می نماید. بعد از واکنش محصولات از سطح جدا شده و در نهایت سطح بدون تغییر باقی می ماند. وقتی که واکنشی روی یک سطح رخ می دهد، مقدار مساحت سطح نسبت به وزن آن میزان مؤثر بودن آن سطح را در واکنش نشان می‌دهد. برخی سطوح سیلیکایی دارای سطحی برابر ۲۰۰ متر مربع در هر گرم می‌باشند. به عنوان مثالی از واکنش سطحی می‌توان به واکنش یک مولکول آلی غیر اشباع با هیدروژن روی سطح پلاتین یا با برم روی سطح سیلیکا اشاره نمود.

## کاربرد
پدیده‌های سطحی و شیمی سطح در بخش‌های مختلف صنعتی و غیر صنعتی از اهمیت فراوانی برخوردار است. برای مثال واکنش‌های کاتالیزی روی سطح، موضوعاتی چون روان‌کننده ها، خوردگی، چسب ها، پاک‌کننده ها، عملیات استخراج، شیمی مواد حیاتب و واکنش‌های سل‌های الکتروشیمیایی همه متأثر از پدیده‌های شیمیایی می‌باشند.

## ایزوترم‌های جذب
ایزوترم‌های جذبی در واقع روابط ریاضی هستند که هدف آن‌ها برقراری رابطه‌ای کمی میان مقدار یک ماده جذب شده بر سطح یک جامد و فشار آن در فاز گازی بالا ی سطح یا غلظت آن در فاز مایع می‌باشد.
- ایزوترم جذب لانگمویر

تئوری لانگمویر بر اساس لایه‌های جذب شده تک مولکولی بوده و بیشتر برای جذب در فشارهای پایین و دماهای نسبتاً بالا کاربرد دارد:
{\displaystyle \theta ={\frac {K\cdot p}{1+K\cdot p}}}
که در این رابطه θ کسر پوششی سطح (نسبت سطح پوشیده‌شده به کل سطح در دسترس برای جذب)، p فشار یا غلظت گاز مورد نظر و K ثابت تعادل واکنش جذب ({\displaystyle K={\frac {K_{1}}{K_{-1}}}} که {\displaystyle K_{1}} ثابت تعادل واکنش جذب و {\displaystyle K_{-1}} ثابت تعادل واکنش واجذب می‌باشد) است.
- تئوری بی ای تی

این تئوری که شکل توسعه یافته ایزوترم جذب لانگمویر است بر اساس فرضیات لانگمویر بنا شده است:
{\displaystyle {\frac {1}{v\left[\left({P_{0}}/{P}\right)-1\right]}}={\frac {c-1}{v_{m}c}}{\frac {1}{v\left[\left({P_{0}}/{P}\right)-1\right]}}={\frac {c-1}{v_{m}c}}\left({\frac {P}{P_{0}}}\right)+{\frac {1}{v_{m}c}}\ \ \ \ \ \ \ }
در این رابطه {\displaystyle v_{m}c} حجم مورد نیاز از گاز برای تشکیل یک تک لایه،{\displaystyle v} حجم کل گاز جذب شده،{\displaystyle p} و {\displaystyle P_{0}} به ترتیب فشار مورد آزمایش و فشار اشباع می‌باشد.
- ایزوترم جذب فرویندلیش

این ایزوترم اولین بار در سال ۱۹۲۶ توسط هربرت فرویندلیش ارائه شده‌است. این معادله به صورت زیر بیان می‌شود:
{\displaystyle \theta =a\cdot p^{\frac {1}{n}}}
که در آن θ کسر پوششی سطح (نسبت سطح پوشیده‌شده به کل سطح در دسترس برای جذب)، p فشار یا غلظت گاز مورد نظر، n عددی بزرگتر از واحد و a یک عدد ثابت است. بر خلاف مدل جذب لانگمویر که در آن (تغییرات) آنتالپی جذب مستقل از کسر پوششی است، در ناحیه‌ای که ایزوترم فرویندلیش معتبر باشد، آنتالپی جذب تابعی خطی از {\displaystyle \ln \theta } است.